# Wspólnota administracyjna Mittleres Nessetal
Wspólnota administracyjna Mittleres Nessetal (niem. Verwaltungsgemeinschaft Mittleres Nessetal) – dawna wspólnota administracyjna w Niemczech, w kraju związkowym Turyngia, w powiecie Gotha. Siedziba wspólnoty znajdowała się w miejscowości Goldbach. Powstała 24 lutego 1992.
Wspólnota administracyjna zrzeszała dwanaście gmin wiejskich: 
1. Ballstädt
2. Brüheim
3. Bufleben
4. Friedrichswerth
5. Goldbach
6. Haina
7. Hochheim
8. Remstädt
9. Sonneborn
10. Wangenheim
11. Warza
12. Westhausen

1 stycznia 2019 wspólnota została rozwiązana. Jedenaście jej gmin, oprócz gminy Sonneborn, utworzyły nową gminę Nessetal. Nowo powstała gmina pełni funkcję "gminy realizującej" (niem. "erfüllende Gemeinde") dla gminy Sonneborn.